# Брак Марије Браун
Брак Марије Браун је немачки филм из 1979. у режији Рајнера Вернера Фасбиндера. Главну улогу игра Хана Шигула као Марија, чији супруг Херман након венчања одлази на фронт и тамо пада у заробљеништво. Марија се прилагођава реалностима послератне Немачке и постаје љубавница богатог индустријалца, али и даље воли Хермана. 
Један од најбољих и најпознатијих Фасбиндерових филмова, који је значајно утицао на продор новог немачког филма у свет. Ово је први филм из Фасбиндерове „западнонемачке трилогије“, у коју још спадају Чежња Веронике Фос и Лола.

## Радња
Филм почиње у Немачкој 1943. Током савезничког бомбардовања Марија се уда за војника Хермана Брауна. После "пола дана и целе ноћи" које су провели заједно, Херман се враћа на фронт. После рата, Марији је речено да је Херман убијен. 
Марија почиње да ради као хостеса у бару који посећују амерички војници. Почиње да развија однос са афро-америчким војником Билом, који је подржава и поклања разне ствари. Остаје трудна са њим.
Херман, који није убијен, враћа се кући и затиче Марију и Била како се свлаче међусобно. Из тога произилази борба између Хермана и Била. У гужви Марија ненамерно убије Била ударивши га пуном боцом по глави. Суди јој војни суд, а Марија изражава своју љубав и према Билу и према Херману. Херман ту бива погођен Маријином преданошћу па преузима кривицу за убиство и њега затварају. Марија касније абортира своју трудноћу, али пита доктора да јој обећа да ће се знати где је гроб. У возу, на путу кући, Марија привлачи једног богатог индустријалца, Карл Освалда. Освалд, старији човек, нуди јој позицију његовог помоћника, али она убрзо постаје његова љубавница. Марија посећује Хермана у затвору и прича му о развоју ситуације, обећавајући да ће започети нови живот чим он буде пуштен. Марија постаје богата и купује кућу.
Освалд посети Хермана и предлаже му да он и Марија наследе његово богатство после смрти, ако Херман и даље жели да остане са Маријом у браку. Ниједан од њих двојице не говори Марији о овом договору. Након што је ослобођен, Херман емигрира у Канаду и шаље Марији црвену ружу сваког месеца да је подсети да је још увек воли. После Освалдове смрти, Херман се враћа у Немачку и Марији. Када је прочитан Освалдов тестамент, Марија сазнаје о његовом договору са Херманом. Узнемирена, Марија пали цигарету и погине од експлозије гаса након што је заборавила да угаси ринглу када је палила претходну цигарету. Да ли је то урадила намерно или не, није јасно приказано. 

## Улоге
- Хана Шигула - Марија Браун
- Клаус Ловишч - Херман Браун
- Иван Десни - Карл Освалд
- Жизела Улен - Маријина мајка
- Елизабет Трисенар - Бети Кленц
- Готфрид Џон - Вили Кленц
- Харк Бом - Сенкерберг
- Џорџ Бирд - Бил
- Клаус Холм - доктор
- Гинтер Лампрехт - Ханс Вецел